# 알리한 스마일로프
알리한 아스하노비치 스마일로프(카자흐어: Әлихан Асқанұлы Смайылов 엘리한 아스카눌르 스마이을로프, 러시아어: Алихан Асханович Смаилов, 1972년 12월 18일~)는 카자흐스탄의 정치인으로, 카자흐스탄 총리 권한대행을 맡았다. 이전에는 아스카르 마민 밑에서 카자흐스탄 제1부총리로 재직하였다. 동시에 2018년 9월부터 2020년 5월까지 카자흐스탄 재무부 장관으로 재직하였다. 2022년 1월 11일, 토카예프 대통령은 총리 권한대행을 지낸 스마일로프를 정식으로 카자흐스탄 총리에 임명하였다. 소속 정당은 아마나트이다.